# Candida parapsilosis
A Candida parapsilosis é um dos fungos causadores da Candidíase.